# Kari Bremnes
Kari Bremnes   (Svolvær, 9 de desembre de 1956) és una cantant i compositora noruega. Va fer estudis d'idiomes, literatura, història i teatre a la Universitat d'Oslo, i va treballar de periodista durant diversos anys abans de decidir dedicar-se a temps complet a la música. El 1987 va rebre el premi Spellemannprisen per l'enregistrament de Mitt ville hjerte, i el 1991 per l'enregistrament de Spor. Amb els seus dos germans, Lars i Ona, va rebre el premi a la Soloy rècord el 2001.

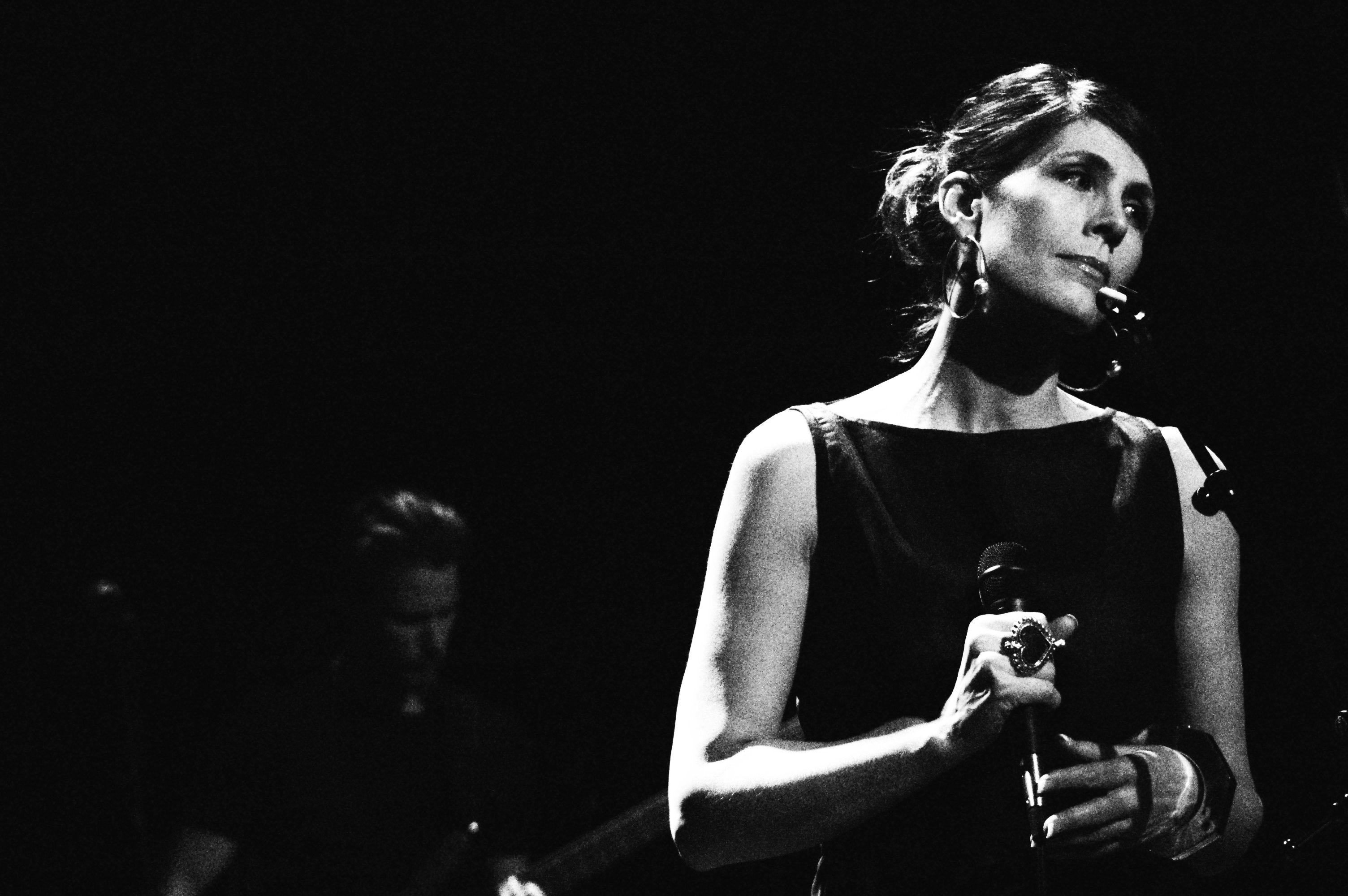
Kari Bremnes (Hamburg 2008).

Ha sigut la presidenta de l'Associació noruega de Compositors i Lletristes.

## Discografia
| - 1987. Mitt ville hjerte - 1987. Blå krukke - 1991. Spor - 1993. Folk i husan - 1993. Løsrivelse - 1994. Gåte ved Gåte - 1995. Erindring - 1997. Månestein | - 1998. Svarta Bjørn - 2000. Norwegian mood - 2002. 11 Ubesvarte anrop - 2003. You'd have to be here - 2005. Over en by - 2007. Live - 2009. Ly |